# Durchbindung
Eine Durchbindung, auch Umlaufverbund oder Linienwechsel, bezeichnet ein Konzept im öffentlichen Personennahverkehr, mitunter auch im Fernverkehr, bei dem Fahrten nicht am Ende einer Verkehrslinie oder einer Eisenbahnstrecke enden, sondern auf einer anschließenden Linie oder Strecke fortgesetzt werden. Eine Durchbindung kann sowohl innerhalb eines Netzes erfolgen (Fahrzeug setzt seine Fahrt unter einem anderen Liniennamen fort), als auch eine Verknüpfung zwischen verschiedenen Verkehrsträgern (Tram-Train) oder Betrieben (wie in Japan) ermöglichen. So entfällt für Fahrgäste das Umsteigen und der Betrieb wird rationalisiert. In der Regel sind weniger Fahrzeuge nötig, da am Verknüpfungsbahnhof Wende- und Standzeiten reduziert und Rangierfahrten eingespart werden. Allerdings sinkt durch eine Durchbindung oft die Resilienz des Verkehrsnetzes, da sich Verspätungen leichter ausbreiten können.

## Beispiele

### Regionalverkehr
Viele Linien im SPNV (RE, IRE) sind regelmäßig über mehrere Bahnstrecken zu einer längeren Verbindung verknüpft, zum Beispiel der Ems-Leine-Express (Braunschweig–Hannover–Minden–Löhne–Rheine), der Franken-Sachsen-Express (Nürnberg–Bayreuth–Hof–Zwickau–Dresden) und der Schleswig-Holstein-Express (Hamburg–Neumünster–Flensburg–Padborg). Da die Verantwortung für den Nahverkehr in Deutschland regional aufgeteilt ist, bringen solche Durchbindungen einen erhöhten Verwaltungsaufwand mit sich, selbst wenn nur eine Zuständigkeitsgrenze innerhalb des Landes überquert wird.

### Stadtbahn Karlsruhe

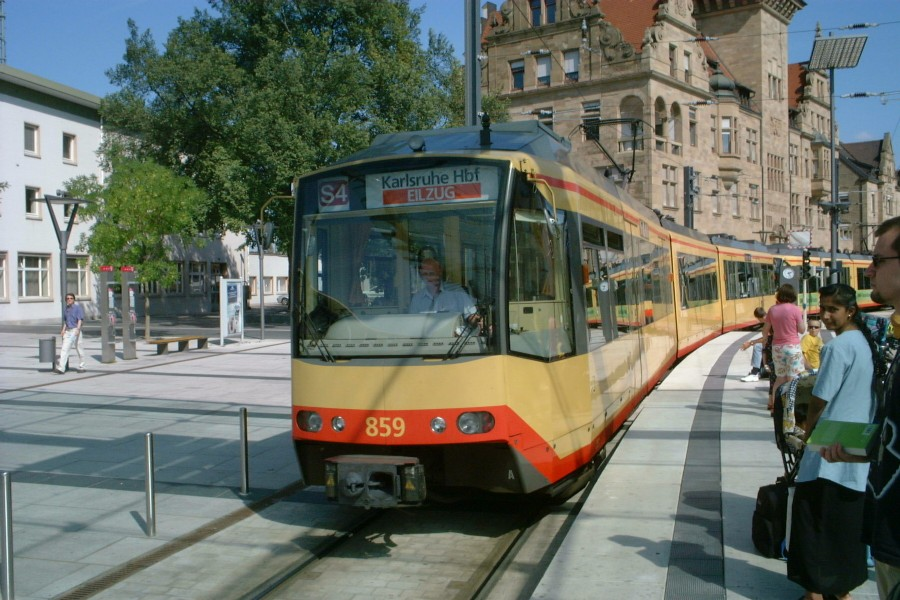
Karlsruher Stadtbahn als Straßenbahn in Heilbronn

Das Stadtbahnnetz in Karlsruhe kombiniert innerstädtische Straßenbahnstrecken mit Eisenbahnstrecken im Umland. Die eingesetzten Triebzüge kommen mit zwei Stromsystemen zurecht und entsprechen den betrieblichen Vorschriften sowohl der Straßenbahn als auch der Eisenbahn. Dieses als Karlsruher Modell oder Tram-Train bezeichnete System diente als Vorbild für Stadtbahnnetze in Deutschland und anderen Ländern.

### City-Bahn Chemnitz
Die City-Bahn Chemnitz entwickelte mit dem Chemnitzer Modell eine Variante des Karlsruher Modells, bei dem abweichend von der Eisenbahn-Bau- und Betriebsordnung eine besonders niedrige Bahnsteighöhe mit entsprechend niederflurigen Fahrzeugen zum Einsatz kommt. An den abgesenkten Bahnsteigen dürfen dann allerdings keine regulären Eisenbahnfahrzeuge mehr halten.

### Straßenbahn in Halle (Saale)
Die Linie 9 der Straßenbahn Halle (Saale) führt von Neustadt auf einer südlichen Trasse über Franckeplatz zum Hauptbahnhof. Ohne Fahrtrichtungswechsel fährt sie als Linie 10 in großem Bogen auf einer nördlichen Trasse über Steintor und Marktplatz zurück nach Neustadt. Ein Großteil der Fahrten der Linie 7 führt von der Endhaltestelle Kröllwitz auf einer anderen Trasse zurück in die Innenstadt, tagsüber als Linie 4, abends als Linie 94. In der Gegenrichtung wechseln die Liniennummern entsprechend umgekehrt.

### U-Bahn-Netze in Japan

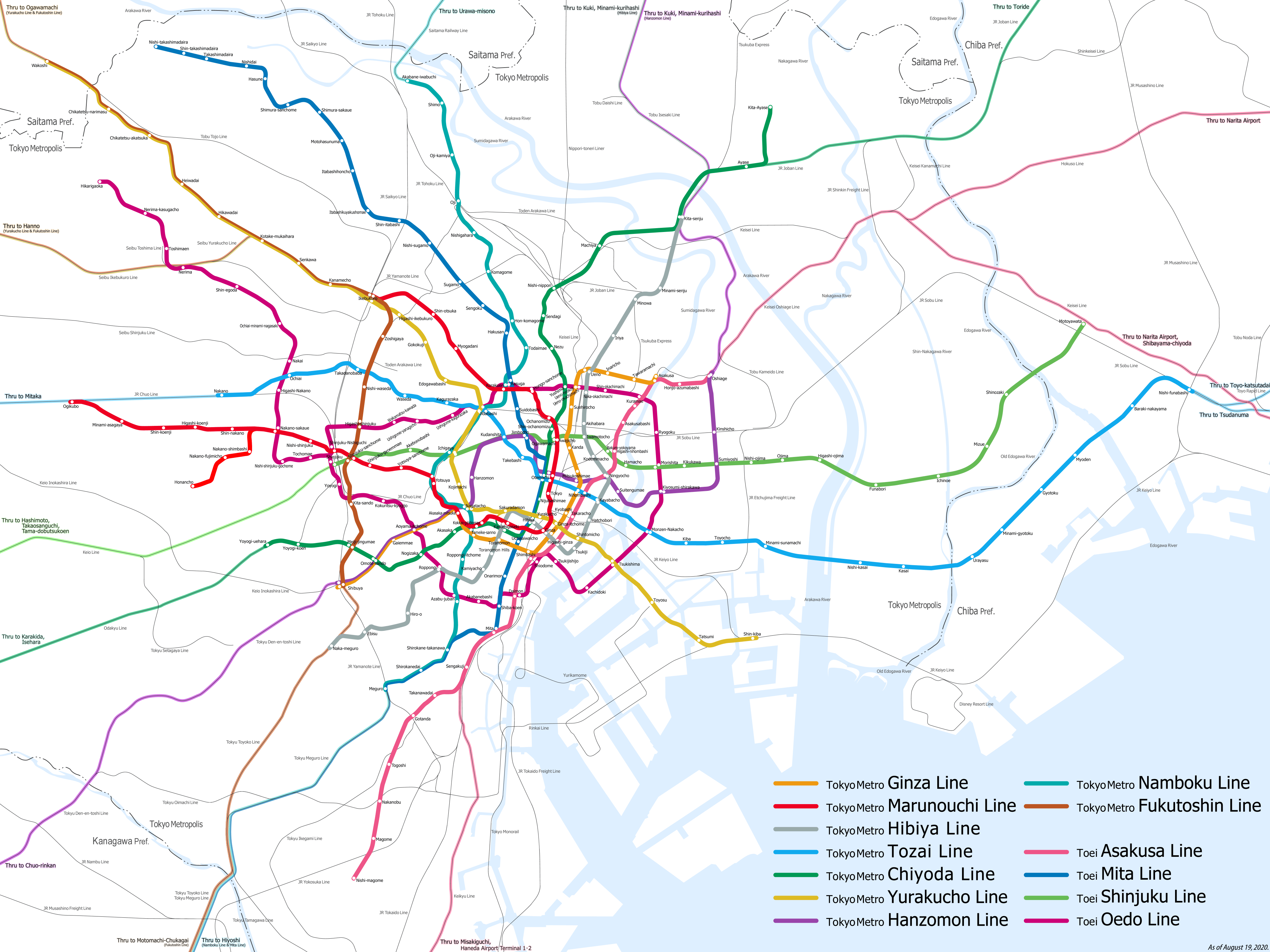
Durchbindungen im U-Bahn-Netz Tokio

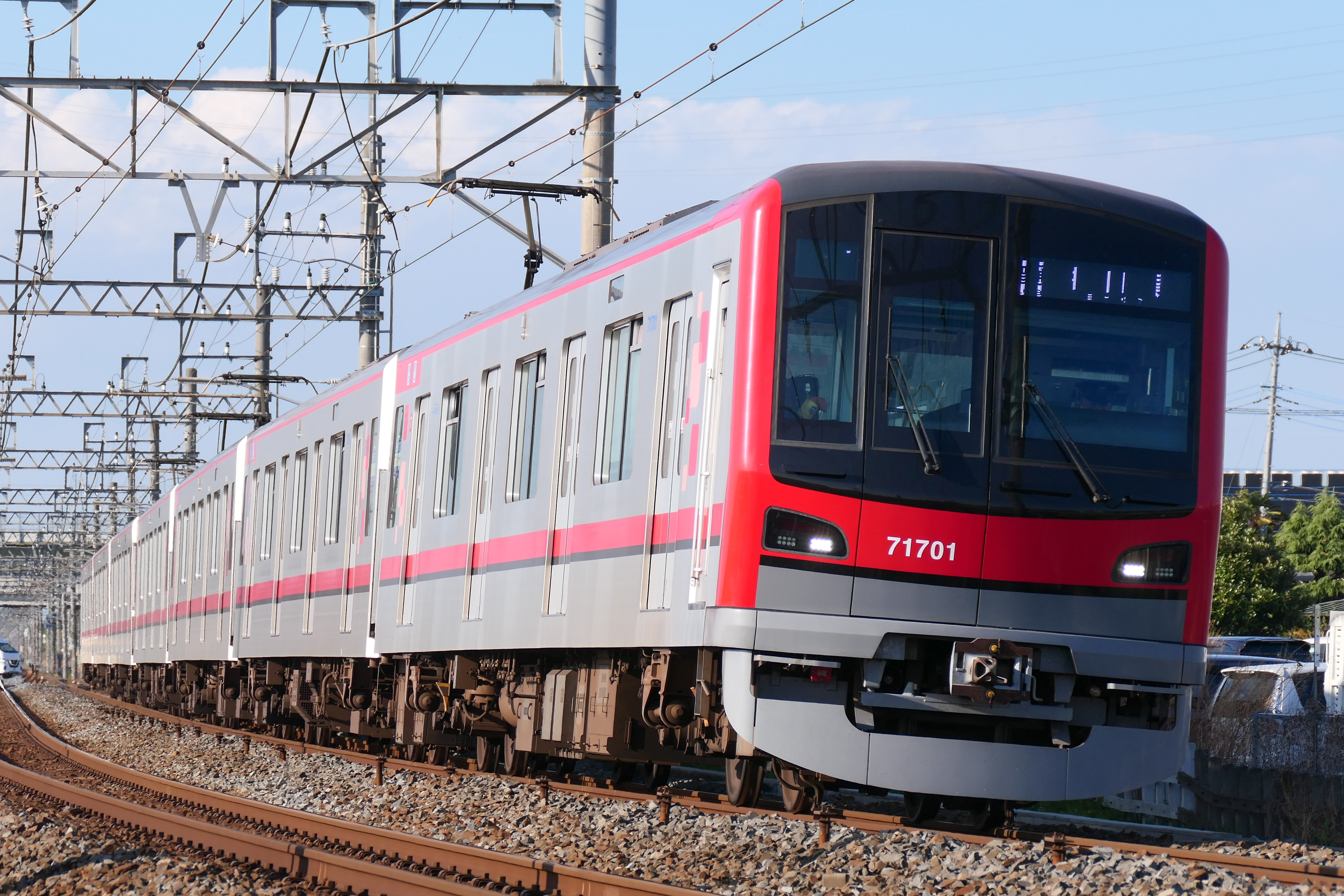
Dieser Triebzug wird auf Strecken der Tokioter U-Bahn und der privaten Bahngesellschaft Tobu eingesetzt.

10 der 13 U-Bahn-Linien in Tokio sind an Vorstadt- und Regionallinien des Umlandes angeschlossen. Züge der beiden U-Bahn-Betreiber fahren umsteigefrei auf den Linien der kooperierenden Bahnunternehmen weiter, umgekehrt kommen auch Triebzüge der kooperierenden Bahnunternehmen auf den Streckenabschnitten der U-Bahn zum Einsatz. Oft ähneln sich die Züge der U-Bahn- und der Vorortbahn sehr, sodass auf einigen Linien Bahnsteigtüren eingebaut werden konnten. Für die Hibiya-Linie wurden beispielsweise die Serien 13000 der U-Bahn und 7000 der Privatbahn Tobu, die bis auf Front und Lackierung weitgehend identisch sind, gemeinsam beschafft. Ab der Toei-Asakusa-Linie wurden bei allen neu gebauten Linien die Durchbindung von Anfang an mit in die Konzeption und Bau eingeplant. Dadurch haben die U-Bahn Linien z. B. abhängig von der Kooperierenden Vorortbahn unterschiedliche Spurweiten.
Auch außerhalb von Tokio gibt es umsteigefreien Durchbindungen von der Stadt ins Umland: In den U-Bahn-Netzen von Fukuoka, Kōbe, Kyōto, Nagoya und Ōsaka.
Das europäische Pendant entspricht in etwa den innerstädtischen S-Bahn- oder RER-Stammstrecken der Vorortlinien, welche aber im Gegensatz zur U-Bahn meist beschleunigte Verbindungen ermöglichen.

### Internationale Zugverbindungen
Im Fernverkehr können vor allem grenzüberschreitende Zugläufe als Durchbindungen bezeichnet werden. Besonders bekannt ist der Orient-Express, der dem Namen nach von 1883 bis 2009 existierte und zunächst Paris mit Konstantinopel verband, später aber mit verschiedenen Linienführungen und einem Kurswagensystem ergänzt wurde und zuletzt nur noch von Straßburg bis Wien verkehrte. Daneben gab es viele andere internationale Schnell- und Nachtzüge.
Ein weiterer Meilenstein waren Verbindungen der Zuggattungen Trans-Europ-Express ab 1957 und EuroCity seit 1987. Heute verkehren zahlreiche nationale und internationale Züge wie der ICE, TGV, Eurostar regelmäßig auf grenzüberschreitenden Strecken.

## Vor- & Nachteile

### Vorteile
Für den Fahrgast liegt der Vorteil einer Durchbindung vor allem in zusätzlichen umsteigefreien Verbindungen. Da das Vorhandensein bzw. die Anzahl der Umstiege einen nennenswerten Einfluss auf die Verkehrsmittelwahl hat, tragen durchgebundene Linien zu einer Steigerung der Attraktivität des öffentlichen Verkehrs bei. Dabei wirkt sich neben dem wegfallenden Umstieg zusätzlich die dadurch gesparte Zeit positiv auf den Reisezeitaufwand aus.
Betriebliche Vorteile ergeben sich durch reduzierten Fahrzeugeinsatz, da die Wende- und Standzeiten reduziert werden können. Zudem können durch die reduzierte Anzahl an Umstiegen überlaufende Bahnhöfe des Pendlerverkehrs (siehe Bahnhof Shinjuku, Gare du Nord) entlastet werden, insbesondere wenn die Mehrheit der Passagiere ohnehin zu einer bestimmten Linie umsteigt oder der Bahnhof selten das Reiseziel ist. Beispielsweise sind die Underground Stationen der Londoner Kopfbahnhöfe zu Stoßzeiten überlastet, da dort die Linien des Pendler- und Regionalverkehrs enden. Auf der Ost-West-Achse verschafft in jüngerer Zeit die Elizabeth Line Abhilfe, welche Pendlerverkehre aus dem Osten und Westen der Stadt bündelt und durch einen Tunnel in die Innenstadt führt. Dadurch entfällt ein Umstieg und die „letzte Meile“ bis in die Innenstadt.

### Nachteile
Eine Durchbindung hat immer einen längeren Zuglauf, damit einher geht ein erhöhtes Risiko für Verspätungen. Insbesondere bei der Durchbindung auf andere Netze steigt das Risiko eines Domino-Effekts. So entschied die SBB 2022, die aus Deutschland kommenden ICEs zeitweise nur noch bis zur Grenze fahren zu lassen, um den gut abgestimmten integralen Taktfahrplan der Schweiz nicht zu stören.
Die vertragliche und technische Komplexität sind unterschätzte Hürden für durchgebundene Linien. Die Spurweite, Zugsicherung und Elektrifizierung muss kompatibel sein oder durch teure Mehrsystemfahrzeuge erkauft werden. Zudem muss aus vertraglichen und versicherungstechnischen Gründen bei der Durchbindung auf ein anderes Netz oft das Personal gewechselt werden, so ist es z. B. in Japan der Fall.
In Deutschland muss die Betriebsart beachtet werden: U-Bahnen werden prinzipiell nach BOStrab gehandhabt, wodurch eine Durchbindung von Vollbahnen nach EBO nicht ohne weiteres möglich ist. In Karlsruhe werden daher Fahrzeuge verwendet, die für beide Betriebsvorschriften geeignet sind.

#### Japan
Die folgenden Nachteile beziehen sich auf einen Vergleich mit Vorortverkehren ohne Durchbindung.

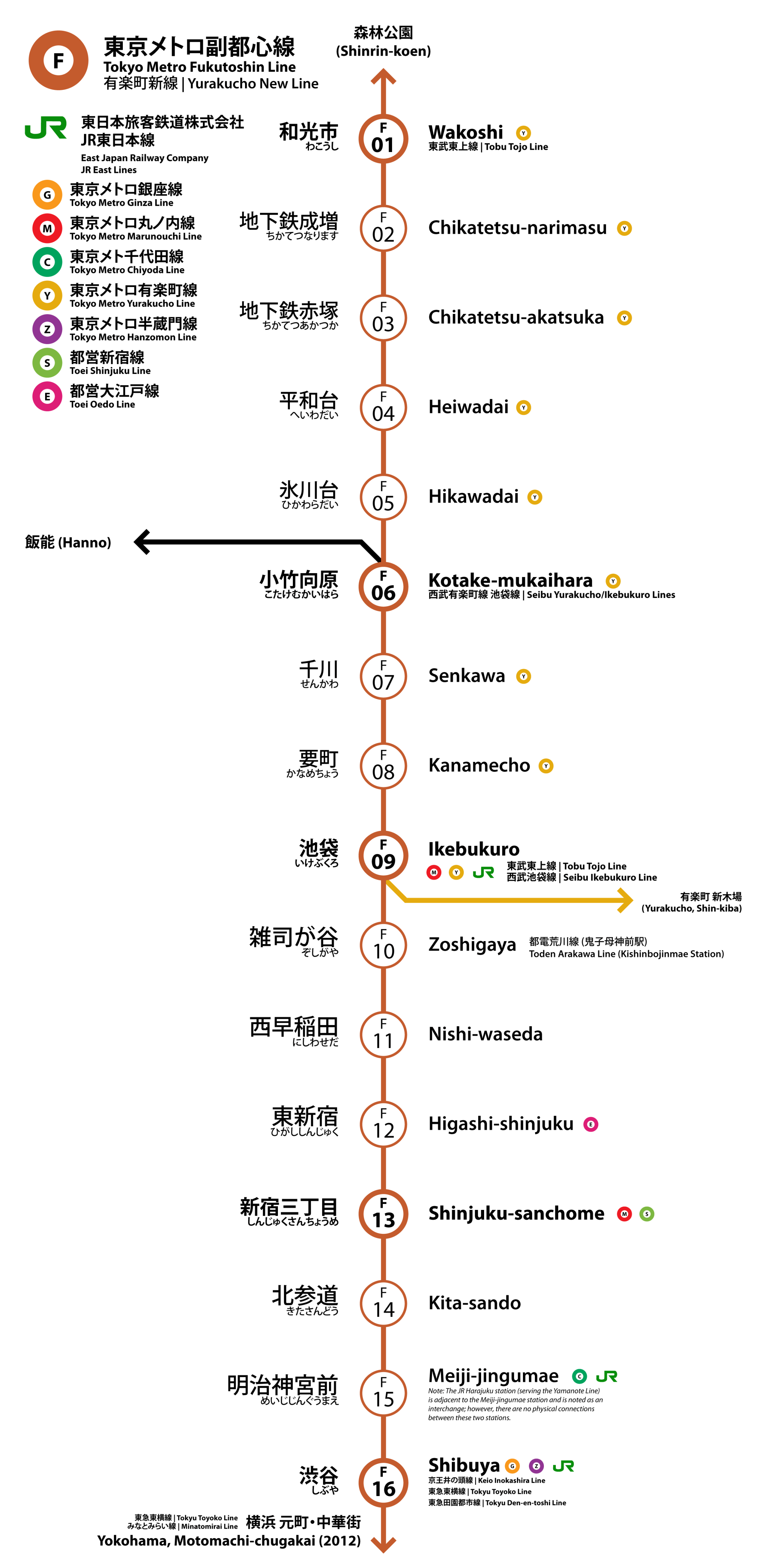
Vorortzüge von Süden werden ab Shibuya über die Fukutoshin-Linie bis Wakoshi oder Kohake-Mukaihara durchgebunden, wo sie erneut durchgebunden werden

Während in Europa für den Vorortverkehr eigene Infrastruktur in Form von Stammstrecken gebaut wird, werden in Japan die oft privaten Vorortbahnen in die U-Bahnen durchgebunden. Zwar wird dadurch die bestehende Infrastruktur bestmöglich ausgenutzt, allerdings sind die U-Bahnen auch ohne die Durchbindung schon überlastet. So kommt es entgegen der westlichen Erwartung von Pünktlichkeit durchaus zu Verspätungen im Berufsverkehr. Da auf einigen wenigen U-Bahn-Abschnitten auch Expressverbindungen gefahren werden und um einen Domino-Effekt von Verspätungen in einem so verflochtenen Netz zu vermeiden, fahren die U-Bahnen seltener, als dies möglich wäre.
Bei nicht durchgebundenen Linien lässt sich ein Domino-Effekt ausschließen, ebenso kann eine entstandene Verspätung isoliert werden, wenn die Vorortbahnen wie bei S-Bahnen auf eigenen Strecken geführt werden, wodurch gleichzeitig eine Anhebung der U-Bahn-Taktung denkbar wird. Die Fukutoshin-Linie dient zwar neben der Entlastung der Yamanote-Linie in erster Linie dazu, die Durchbindung von Tōbu, Seibu und Tōkyū zu gewährleisten; durch den Mischverkehr mit der Yūrakuchō-Linie ist sie jedoch nicht vom restlichen Netz getrennt.
Ein weiterer Nachteil ergibt sich bei der Geschwindigkeit: Die Züge halten meist an allen U-Bahnhöfen, wodurch stadtdurchquerende Fahrten an Attraktivität verlieren können.
Abgesehen von der gesparten Zeit haben die Fahrgäste bzgl. des Tarifs keine Vorteile. Bei der Durchbindung steigt der Passagier technisch gesehen auf das Netz eines anderen Unternehmens um – dadurch wird ein neuer Basis-Tarif fällig. Die Preise sind zwar distanzabhängig, der Basis-Tarif macht aber den Großteil des Preises aus. Im Berufsverkehr sind dadurch meist Monatskarten von mehreren Unternehmen nötig. Dadurch kann eine einzige weitergefahrene Haltestelle schnell den Preis verdoppeln. Anstatt Bahnlinien zu verlängern, entsteht so ein finanzieller Anreiz, Erweiterungen separat zu bauen, etwa als P3, wodurch das Tarif-System weiter fragmentiert wird. Beispiele hierfür sind die Minatomirai-Linie oder die Rinkai-Line.

## Andere Varianten der umsteigefreien Verbindung
Bei der Flügelung fahren Zugteile auf einer Strecke zunächst gemeinsam und werden an einem Unterwegsbahnhof aufgeteilt. Die einzelnen Zugteile können dann auf unterschiedlichen Strecken weiterfahren, oder die Fahrt wird nur mit einem der Zugteile fortgesetzt. Ein möglicher Nachteil ergibt sich bei der Wiedervereinigung auf der Rückfahrt, da bei einer etwaigen Verspätung eines Zugteils auf diesen gewartet werden muss. Zudem wird der Zug meist in zwei gleich große Teile geflügelt, obwohl die Nachfrage der beiden Streckenäste stark variieren kann.
Ein Kurswagen kann nacheinander an mehrere reguläre Züge angekuppelt werden. Somit sind umsteigefreie, individuelle Laufwege über große Entfernungen möglich. Allerdings ist der Zeit- und Arbeitsaufwand für diese Variante relativ hoch.